# گوستاو کان
گوستاو کان (به فرانسوی: Gustave Kahn) شاعر و منتقد هنری قرن نوزدهم میلادی اهل فرانسه است.